# D'Topnotes
D'Topnotes（中文：特樂樂隊）是香港一隊六十年代的樂隊，初期由洛詩婷（Christine Samson）、Vikki Samson、Michael Samson、結他手Majid Rahman和鍵琴手鍾定一（Danny Chung）等人組成。

## 簡介
D'Topnotes主要由Samson家族組成，洛詩婷是上海菲律賓裔著名樂隊領班及單簧管好手洛平（Lobing Samson）的女兒，在上海出生，及後整個家庭連同弟妹移居香港，後來在1960年代組成了D'Topnotes，簽約鑽石唱片。洛詩婷是樂隊的主音、低音結他手及鍵琴手，其他家庭成員分別為鍵琴手及鼓手，Majid Rahman是結他手，而鍾定一則為鍵琴手。
D'Topnotes演唱過多種語言的作品，包括廣東話、英文、普通話、西班牙文、他加祿語及日文等，音樂的種類包括爵士樂、靈魂音樂、R&B、樂與怒及地方民謠，他們的聽眾遍佈亞洲各地、美國、加拿大及南美。
D'Topnotes曾經在1970年代中因為工作理念不同而解散，D'Topnotes的鍵琴手鍾定一及結他手Majid Rahman，跟葉振棠、陳潔靈及兩位外籍樂手Andrew Oh和Roberto Petaccia組成了The New Topnotes（新特樂樂隊）。Christine Samson和Vicky Samson亦組成過D'Topnotes Humming，成為香港開埠以來第一隊女子二人組合，推出過至少5張英文細碟。後來D'Topnotes重組，由Samson家庭及幾位新成員作班底。
D'Topnotes在1987年正式解散。洛詩婷跟她兩個妹妹Vikki Samson和Lizzie Samson組成了The Samson Sisters Trio。
洛詩婷1998年開始全職教學生，她的學生大部分都是現今歌手，包括容祖兒、謝安琪、蘇永康、何韻詩、楊千嬅、Twins、G.E.M.、鄧麗欣、TVB前總經理陳志雲也曾經跟過洛詩婷學習唱歌。
洛詩婷於2002年與Uncle Ray合作推出首張個人專輯《Letter To My First Love》。洛詩婷的兒子Adam（戴乾亨）為樂隊Dear Jane前成員及地下樂隊Hardpack的結他手；Hardpack在2013年至2023年曾經解散，Adam在2020年時曾以獨立歌手身份復出過。